# Nghi Hải
Nghi Hải là một phường thuộc thành phố Vinh, tỉnh Nghệ An, Việt Nam.

## Địa lý
Phường Nghi Hải có vị trí địa lý: 
- Phía đông giáp biển Đông
- Phía tây giáp phường Nghi Hoà
- Phía nam giáp tỉnh Hà Tĩnh
- Phía bắc giáp phường Nghi Hoà.

Phường Nghi Hải có diện tích 3,29 km², dân số năm 1999 là 8.874 người, mật độ dân số đạt 2.697 người/km².

## Lịch sử
Trước đây, phường Nghi Hải là một xã thuộc huyện Nghi Lộc.
Ngày 29 tháng 8 năm 1994, Chính phủ ban hành Nghị định 113-CP năm 1994 về việc thành lập thị xã Cửa Lò thuộc tỉnh Nghệ An. Theo đó, thành lập phường Nghi Hải trên cơ sở giữ nguyên diện tích, nhân khẩu của xã Nghi Hải.
Phường Nghi Hải có diện tích tự nhiên 387 ha với nhân khẩu 7.994.

## Kinh tế
Các ngành nghề chủ yếu của dân phường Nghi Hải: ngư nghiệp, du lịch, hộ kinh doanh nhỏ lẻ. Điều đặc biệt ngoài những thanh niên theo học đại học thì có đến có 99% thanh niên đi xuất khẩu lao động.